# مهاجرت روستایی

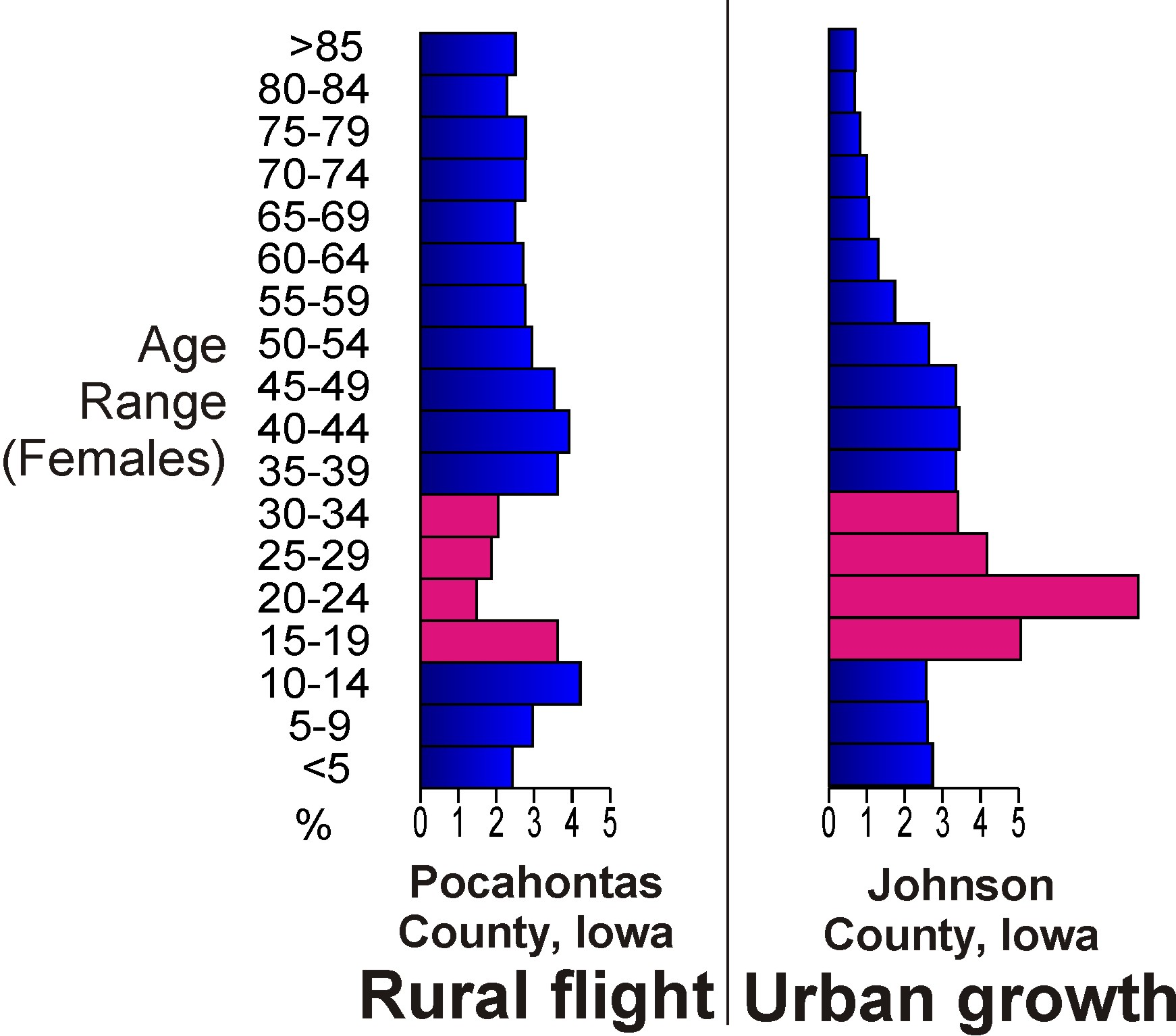
مقایسه سن جمعیت بین بخش روستایی پوکوهانتس، آیووا، و بخش شهری جانسون، آیووا، که مهاجرت زنان جوان بالغ (قرمز) به مراکز شهری در آیووا را نشان می‌دهد

مهاجرت روستایی (که با نام‌هایی مانند مهاجرت روستا به شهر، کاهش جمعیت روستاها یا کوچ از روستا نیز شناخته می‌شود) الگویی از مهاجرت انسان‌ها از مناطق روستایی به مناطق شهری است. این پدیده را می‌توان شهری‌شدن از دیدگاه روستا توصیف کرد.
در اقتصادهایی که در حال صنعتی‌شدن هستند—مانند بریتانیا در قرن هجدهم یا شرق آسیا در قرن بیستم—مهاجرت روستایی می‌تواند پس از صنعتی‌شدن صنایع اولیه مانند کشاورزی، معدن، ماهی‌گیری و جنگلداری رخ دهد؛ زمانی که برای تولید همان میزان محصول، به نیروی انسانی کمتری نیاز است، و صنایع ثانویهٔ مرتبط (مانند پالایش و فرآوری) نیز در یکدیگر ادغام می‌شوند.
مهاجرت از روستا همچنین می‌تواند در پی فاجعه‌ای زیست‌محیطی یا انسانی مانند قحطی یا اتمام منابع رخ دهد. این‌ها نمونه‌هایی از عوامل رانشی هستند.
مردم همچنین ممکن است برای دسترسی به دستمزدهای بالاتر، امکانات آموزشی و سایر خدمات شهری به شهرها مهاجرت کنند. این موارد نمونه‌هایی از عوامل جاذب هستند.
وقتی جمعیت مناطق روستایی به زیر یک حد بحرانی برسد، آن جمعیت دیگر برای پشتیبانی از برخی کسب‌وکارها کافی نیست—و این کسب‌وکارها نیز بسته یا از منطقه خارج می‌شوند، در چرخه‌ای معیوب. ارائهٔ خدمات به جمعیت‌هایی کوچک‌تر و پراکنده‌تر ممکن است به‌نسبت پرهزینه‌تر باشد، که این موضوع می‌تواند به تعطیلی ادارات و مراکز خدماتی منجر شود و اقتصاد محلی را بیش از پیش آسیب بزند.
مدارس نمونه‌ای شاخص هستند، زیرا بر تصمیم‌گیری والدین کودکان خردسال تأثیر می‌گذارند: روستا یا منطقه‌ای که مدرسه نداشته باشد معمولاً خانواده‌ها را به شهرهای بزرگ‌تر که دارای مدرسه هستند، وامی‌گذارد. اما این مفهوم—یعنی «سلسله‌مراتب شهری» —را می‌توان به‌طور کلی‌تری برای بسیاری از خدمات به‌کار برد. این مفهوم در قالب نظریهٔ مکان مرکزی توضیح داده می‌شود.
سیاست‌های دولتی برای مقابله با مهاجرت روستایی شامل اقداماتی مانند گسترش خدمات در مناطق روستایی (مانند برق‌رسانی یا آموزش از راه دور) می‌شود. دولت‌ها همچنین ممکن است از محدودیت‌هایی مانند گذرنامه داخلی برای غیرقانونی کردن مهاجرت روستایی استفاده کنند.
شرایط اقتصادی‌ای که می‌تواند در برابر کاهش جمعیت روستایی اثر معکوس داشته باشد عبارت‌اند از: رونق در بازار کالاها، گسترش گردشگری مبتنی بر طبیعت، و تغییر الگو به‌سوی کار از راه دور یا سکونت در نواحی حومه‌ای دور از شهر.
به‌طور کلی، دولت‌ها معمولاً فقط تلاش می‌کنند مهاجرت روستایی را مدیریت کنند و آن را به سمت شهرهای خاصی هدایت کنند—نه اینکه به‌طور کامل جلوی آن را بگیرند؛ زیرا جلوگیری کامل از آن مستلزم هزینهٔ هنگفتی برای ساخت فرودگاه، راه‌آهن، بیمارستان و دانشگاه در مناطق کم‌جمعیت است؛ در حالی که این اقدام ممکن است به بهای نادیده‌گرفتن مناطق شهری و حومه‌ای در حال رشد تمام شود.

## روندهای تاریخی
پیش از انقلاب صنعتی، مهاجرت روستایی عمدتاً در نواحی محلی و محدود رخ می‌داد. جوامع پیشاصنعتی به‌طور کلی شاهد جریان‌های گستردهٔ مهاجرت از روستا به شهر نبودند، زیرا شهرها توان پشتیبانی از جمعیت‌های بزرگ را نداشتند. نبود صنایع بزرگ برای اشتغال، نرخ بالای مرگ‌ومیر شهری و کمبود منابع غذایی، همگی به‌عنوان عواملی بازدارنده عمل می‌کردند و باعث می‌شدند شهرهای پیشاصنعتی به‌مراتب کوچک‌تر از نمونه‌های مدرن خود باقی بمانند. به‌گفتهٔ پژوهشگران، جمعیت اوج آتن و روم باستان به‌ترتیب حدود ۸۰٬۰۰۰ و ۵۰۰٬۰۰۰ نفر برآورد شده است.
با آغاز انقلاب صنعتی در اروپا در اواخر قرن نوزدهم، بسیاری از این عوامل بازدارنده از میان رفت. با افزایش و تثبیت منابع غذایی و ظهور مراکز صنعتی، شهرها توانستند جمعیت‌های بیشتری را در خود جای دهند و این امر آغاز مهاجرت گسترده از مناطق روستایی به شهرها را رقم زد. این روند اغلب با رکودهای دوره‌ای در بخش کشاورزی نیز همراه بود.
بریتانیا در سال ۱۸۰۰ تنها حدود ۲۰٪ از جمعیت خود را در مناطق شهری داشت؛ اما تا سال ۱۹۲۵ این رقم به بیش از ۷۰٪ رسید. در حالی که اواخر قرن نوزدهم و اوایل قرن بیستم شاهد مهاجرت‌های روستایی زیادی در اروپای غربی و ایالات متحده بودیم، با گسترش صنعتی شدن در سراسر جهان در طول قرن بیستم، مهاجرت‌های روستایی و شهرنشینی به سرعت از پی آن رخ داد. در اوایل قرن بیست و یکم، فرار روستاییان پدیده‌ای متمایز در چین و کشورهای جنوب صحرای آفریقا بود.

### مکانیزاسیون و بوم‌شناسی: مطالعه موردی داست بول در دهه ۱۹۳۰ آمریکای شمالی

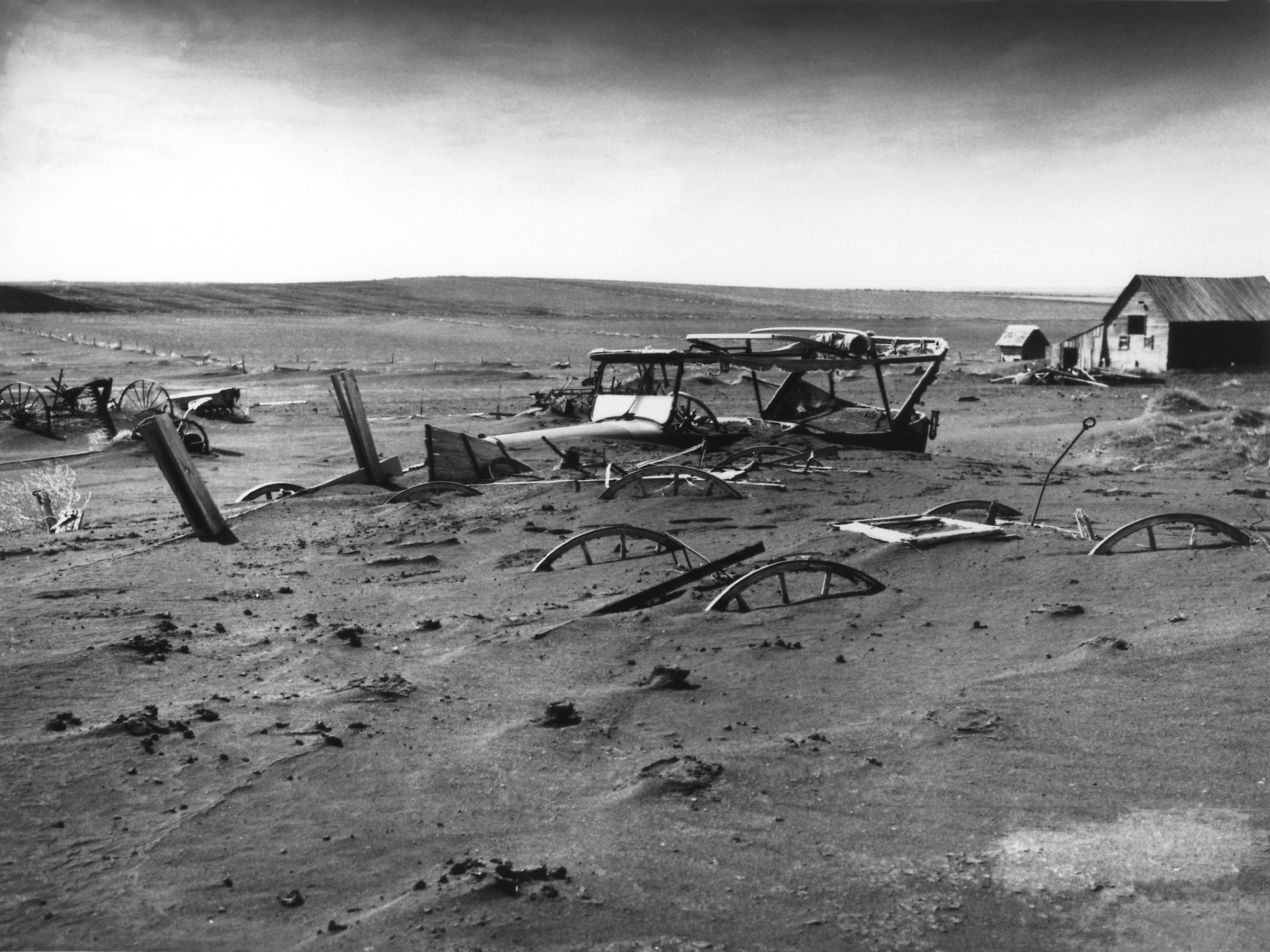
اثرات طوفان شن در دالاس، داکوتای جنوبی، مه ۱۹۳۶

تغییر از کشاورزی معیشتی مختلط به محصولات کشاورزی و دامداری کالایی از اواخر قرن نوزدهم آغاز شد. سیستم‌های جدید بازار سرمایه و شبکه راه‌آهن، روندی را به سمت مزارع بزرگ‌تر که افراد کمتری را در هر هکتار بیشتر کشاورزان مهاجر، مزارع خانوادگی‌ای داشتند که معمولاً برای بقا بسیار کوچک تلقی می‌شدند (کمتردروگرهایجریب)، و کشاورزی معیشتی اروپایی–آمریکایی دیگر نمی‌توانست به‌شکل آن زمان ادامه پیدا کند.
استخدام می‌کردند، آغاز کردند. این مزارع بزرگتر از فناوری‌های کارآمدتری مانند گاوآهن‌های فولادی، دروگرهای مکانیکی و ذخایر بذر با بازده بالاتر استفاده می‌کردند که باعث کاهش ورودی نیروی انسانی به ازای هر واحد تولید می‌شد. مشکل دیگر در دشت‌های بزرگ این بود که مردم از تکنیک‌های کشاورزی نامناسب برای خاک و شرایط آب و هوایی استفاده می‌کردند. بیشتر کشاورزان مهاجر، مزارع خانوادگی‌ای داشتند که معمولاً برای بقا بسیار کوچک تلقی می‌شدند (کمتر از ۳۲۰ جریب)، و کشاورزی معیشتی اروپایی–آمریکایی دیگر نمی‌توانست به‌شکل آن زمان ادامه پیدا کند.
در دوران طوفان گردوغبار و رکود بزرگ اقتصادی دههٔ ۱۹۳۰، شمار زیادی از مردم از مناطق روستایی دشت‌های بزرگ و ایالت‌های غرب میانهٔ آمریکا گریختند. علت این مهاجرت، کاهش قیمت کالاهای اساسی، بدهی‌های سنگین، و خشکسالی‌های چندساله‌ای بود که با طوفان‌های شدید گردوغبار همراه شده بود.
این موج مهاجرت در ادبیات نیز بازتاب یافته است؛ از جمله در رمان «خوشه‌های خشم» اثر جان اشتاین‌بک (۱۹۳۹) که در آن خانواده‌ای از دشت‌های بزرگ به کالیفرنیا مهاجرت می‌کنند تا از طوفان گردوغبار بگریزند.

### از زمان جنگ جهانی دوم
زنان در مقایسه با مردان در تعداد بیشتری مهاجرت می‌کنند. «در همه‌جا برای زنان سقف شیشه‌ای وجود دارد، اما در مناطق روستایی، این سقف اغلب از فولادی ضخیم ساخته شده است.» — هیرویا ماسودا، نویسندهٔ گزارش ژاپنی دربارهٔ کاهش جمعیت روستایی
پس از جنگ جهانی دوم، مهاجرت روستایی عمدتاً در نتیجهٔ گسترش کشاورزی صنعتی‌شده رخ داده است. مزارع خانوادگی کوچک و پرنیاز به نیروی کار یا به‌تدریج بزرگ‌تر شده‌اند یا جای خود را به مزارع صنعتی مکانیزه و تخصصی داده‌اند. در حالی که یک مزرعهٔ خانوادگی معمولاً دامنهٔ گسترده‌ای از محصولات زراعی، باغی و دامی را تولید می‌کرد (که همگی به نیروی کار قابل‌توجهی نیاز داشتند)، مزارع بزرگ صنعتی غالباً تنها در چند گونهٔ محدود از محصولات یا دام‌ها تخصص دارند و با استفاده از ماشین‌آلات سنگین و سامانه‌های فشردهٔ نگهداری دام، میزان نیروی انسانی مورد نیاز را به‌طور چشم‌گیری کاهش می‌دهند.
به‌عنوان مثال، دانشگاه ایالتی آیووا گزارش داده که تعداد پرورش‌دهندگان خوک در این ایالت از ۶۵٬۰۰۰ نفر در سال ۱۹۸۰ به ۱۰٬۰۰۰ نفر در سال ۲۰۰۲ کاهش یافته، در حالی که تعداد خوک‌ها در هر مزرعه از ۲۰۰ رأس به ۱۴۰۰ رأس افزایش پیدا کرده است.
ادغام صنایع مرتبط با خوراک دام، بذر، غلات فرآوری‌شده و دامداری باعث شده تعداد کسب‌وکارهای کوچک در مناطق روستایی کاهش یابد. این کاهش، خود موجب کاهش تقاضا برای نیروی کار شده است.
مناطقی که در گذشته می‌توانستند برای همهٔ جوانان آمادهٔ کار در شرایط سخت شغل فراهم کنند، اکنون فرصت‌های شغلی کمتری برای آن‌ها دارند. این وضعیت با کاهش خدماتی مانند مدرسه، کسب‌وکار و فرصت‌های فرهنگی که هم‌زمان با کاهش جمعیت رخ می‌دهد، وخیم‌تر شده؛ و افزایش میانگین سنی جمعیت باقی‌مانده فشار بیشتری بر سامانهٔ خدمات اجتماعی مناطق روستایی وارد کرده است.

### نقل قول‌ها
Weeks, John (2012). Population: an introduction to concepts and issues. Belmont, CA: Wadsworth, Cengage Learning. pp. 353–391.
2000 U.S. Census Data
Davis, Kingsley (1965). "The Urbanization of the Human Population" (PDF). Scientific American. 213 (3): 40–53. Bibcode:1965SciAm.213c..40D. doi:10.1038/scientificamerican0965-40. Retrieved 13 March 2014.
Juan, Shan. "Rural exodus to cities continue". China Daily. Retrieved 13 March 2014.
Cronon, William (1991). Nature's Metropolis: Chicago and the Great West. New York: Norton. ISBN 978-0-393-02921-5.
Cooper, Michael L. (2004). Dust to eat: drought and depression in the 1930s. New York: Clarion. ISBN 978-0-618-15449-4.
"Living with Hogs in Rural Iowa". Iowa Ag Review. Iowa State University. 2003. Retrieved 25 November 2009.
"Changes in Iowa farm structure"; University of Iowa Extension;
Cai, Weixian; Chen, Gong; Zhu, Feng (2017). "Has the compulsory school merger program reduced the welfare of rural residents in China?". China Economic Review. 46: 123–141. doi:10.1016/j.chieco.2017.07.010.
Loyalka, Prashant; Rozelle, Scott; Luo, Renfu; Zhang, Linxiu; Liu, Chengfang (November 2010). "The Effect of Primary School Mergers on Academic Performance of Students in Rural China". International Journal of Educational Development. 30 (6): 570–585. doi:10.1016/j.ijedudev.2010.05.003.
"In the Wake of Nuclear Disaster, Animals Are Thriving in the Red Forest of Chernobyl". 19 February 2019.
Harris, John. "Migration, Unemployment and Development: A Two-Sector Analysis" (PDF). American Economic Association. Retrieved 13 March 2014.
1. ↑  Davis, Kingsley (1965). "The Urbanization of the Human Population" (PDF). Scientific American. 213 (3): 40–53. Bibcode:1965SciAm.213c..40D. doi:10.1038/scientificamerican0965-40. Retrieved 13 March 2014.
2. ↑  Juan, Shan. "Rural exodus to cities continue". China Daily. Retrieved 13 March 2014.
3. ↑  "Rural areas bear the burden of Japan's ageing, shrinking population". The Economist. 29 June 2019.
4. ↑  "Living with Hogs in Rural Iowa". Iowa Ag Review. Iowa State University. 2003. Retrieved 25 November 2009.